# Banisteriopsis caapi
Banisteriopsis caapi, též známa jako ayahuasca, caapi nebo yagé je liána rostoucí v amazonské džungli z čeledi malpígiovité. Je užívána k přípravě stejnojmenného nápoje, entheogenu ayahuascy, jež má dlouhou historii používání jako lék a „rostlinná učitelka“ mezi domorodci z pralesa. Obsahuje harmalové alkaloidy harmin, harmalin a tetrahydroharmin, které všechny patří do skupiny beta-karbolinů a jsou to inhibitory monoaminooxidázy. Tyto látky umožňují primární psychoaktivní složce nápoje, DMT (obsažené v rostlinách jako je Psychotria viridis nebo caapi příbuzná Diplopterys cabrerana přidávaných do nápoje), být orálně aktivní.
Jméno ayahuasca v kečuánsštině znamená „liána duše“. Šamany domorodých kmenů byla a stále je používána při náboženských a léčebných rituálech. Kromě svých psychedelických vlastností je caapi používána jako purgativum, účinně odstraňuje z těla parazity a pomáhá trávicí soustavě.

## Rozšíření
Druh je rozšířen v tropické Jižní Americe v Kolumbii, Venezuele, Peru, Ekvádoru, severní Brazílii, Bolívii a severní Argentině.

## Alkaloidy
Kmen obsahuje 0.11-0.83% beta-karbolinů, zejména harmin a tetrahydroharmin. Alkaloidy jsou však obsaženy ve všech částech rostliny. Naměřené obsahy alkaloidů:
- Harmin, 0.31-8.43%[3]
- Harmalin, 0.03-0.83%[3]
- Tetrahydroharmin, 0.05-2.94%[3]